# Tetragnatha tenuissima
Tetragnatha tenuissima là một loài nhện trong họ Tetragnathidae.
Loài này thuộc chi Tetragnatha. Tetragnatha tenuissima được Octavius Pickard-Cambridge miêu tả năm 1889.